# キラキラ通りKASHII
キラキラ通りKASHII（キラキラどおりカシイ）は、福岡県福岡市東区香椎駅前2丁目にある商店街である。

## 付近の交通
- 鉄道
  - JR香椎駅
  - 西鉄香椎駅
- 西鉄バス
  - 香椎
  - 香椎参道
  - 西鉄香椎駅
  - 西鉄香椎駅前
  - 御幸町